# Ataraxia (filozófia)
Az ataraxia az ókori görög filozófiában azt a "közönyös" állapotot jelenti, amikor semmiféle jelenség nem képes megtörni a lelki nyugalmunkat. A fogalom használata leginkább az epikureus iskolához köthető, de feltűnik a szkeptikusoknál (pl. Pürrhónnál), és a sztoikus Epiktétosznál is, mint az apatheia egy változata.